# Goniocalpe
Goniocalpe är ett släkte av fjärilar. Goniocalpe ingår i familjen trågspinnare.
Kladogram enligt Catalogue of Life:
| Goniocalpe | \| \| Goniocalpe heteromorpha \| \| \| \| \| \| Goniocalpe leucotrigona \| \| \| \| \| \| Goniocalpe sericealis \| \| \| \| \| \| Goniocalpe subviolacea \| \| \| \| |
|            | \| \| Goniocalpe heteromorpha \| \| \| \| \| \| Goniocalpe leucotrigona \| \| \| \| \| \| Goniocalpe sericealis \| \| \| \| \| \| Goniocalpe subviolacea \| \| \| \| |
|            | Goniocalpe heteromorpha |
|            | |
|            | Goniocalpe leucotrigona |
|            | |
|            | Goniocalpe sericealis |
|            | |
|            | Goniocalpe subviolacea |
|            | |